# Heliòstat

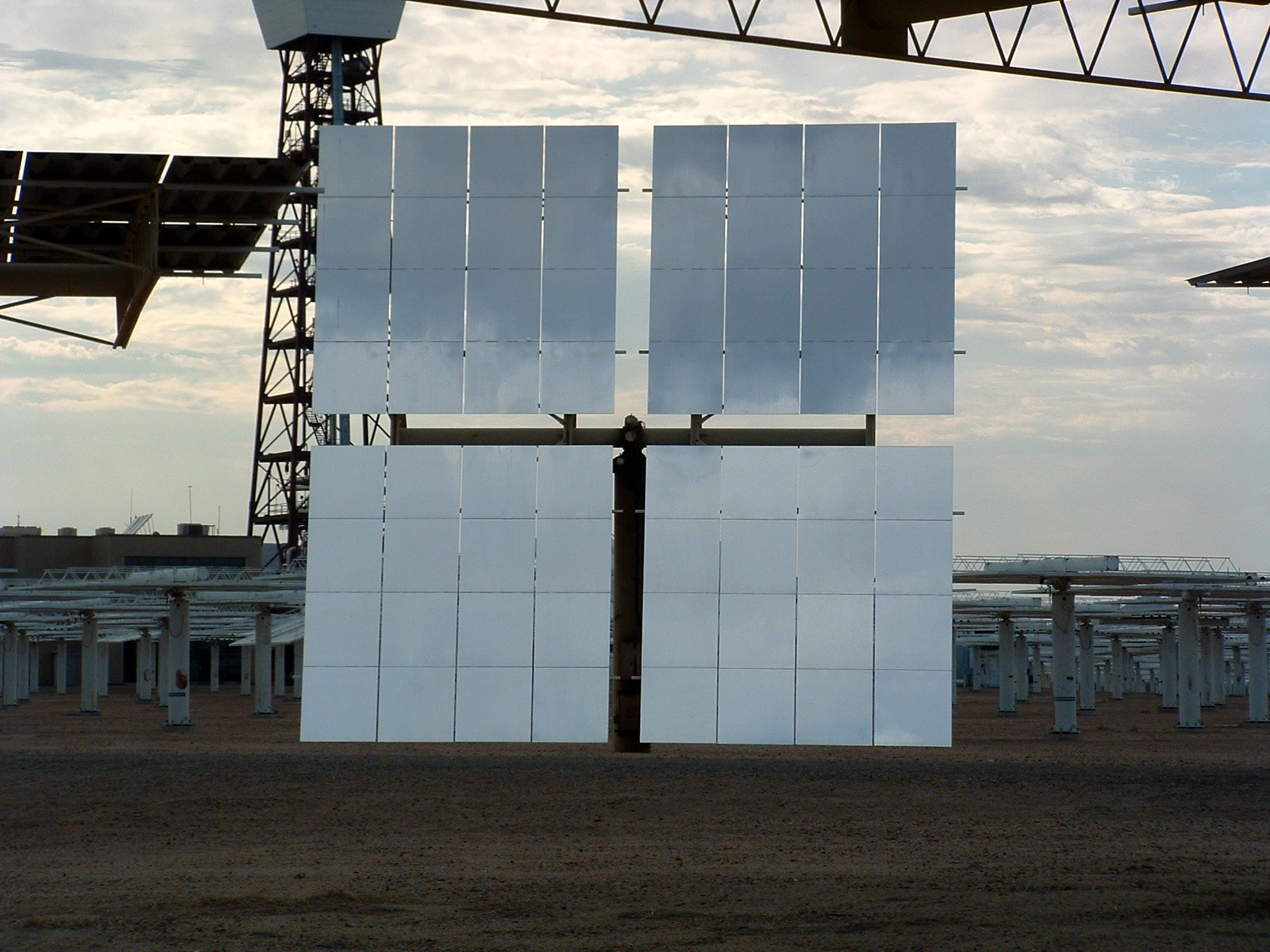
Heliòstat a Solar Two, Califòrnia

Heliòstat són un conjunt de miralls que disposen d'un sistema de seguiment de la trajectòria del sol. Les centrals solars de torre central disposen d'una gran superfície de terreny coberta de multitud d'aquests miralls encarregats de captar l'energia solar. Tots ells concentren la radiació solar directa en un receptor instal·lat a la part superior d'una torre.
En aquestes centrals es transforma l'energia tèrmica obtinguda a partir dels raigs solars en energia elèctrica.
Una central solar de torre central, també coneguda com a central solar de torre o central de heliòstats, és un tipus de forn solar que utilitza una torre per rebre llum solar concentrada. Utilitza un conjunt de miralls plans, mòbils (anomenats heliòstats) per enfocar els raigs del sol sobre una torre col·lectora (el blanc). L'energia solar termal concentrada és vista com una solució viable per generar d'una font energia renovable i lliure de pol·lució.
Els dissenys inicials usaven aquests raigs enfocats per escalfar aigua i utilitzaven el vapor resultant per impulsar una turbina. S'han demostrat dissenys més nous que fan servir sodi líquid i ara es troben en operació sistemes que usen com fluids de treball sals foses (40% de nitrat de potassi, 60% de nitrat de sodi). Aquests fluids de treball tenen una alta capacitat calorífica, que poden ser usades per emmagatzemar energia abans d'usar-la per fer bullir l'aigua que produirà vapor utilitzat per impulsar les turbines. Aquests dissenys també permeten la generació d'energia elèctrica fins i tot quan el sol no està il·luminant.